# Phyllanthus ndikinimekianus
Phyllanthus ndikinimekianus är en emblikaväxtart som beskrevs av Jean F.Brunel. Phyllanthus ndikinimekianus ingår i släktet Phyllanthus och familjen emblikaväxter.
Artens utbredningsområde är Kamerun. Inga underarter finns listade i Catalogue of Life.